# Песчаный (мыс, Каспийское море)
Песчаный (каз. Песчаный Мүйісі) — мыс в западной части Казахстана. Административно относится к Мангистауской область.

## Физико-географическая характеристика
Вытягиваясь на юго-запад, этот мыс расположен на восточном побережье Каспийского моря южнее Актау. Мыс находится в 70 км к югу от Актау в Мунайлинском районе около границы с Караякиянским районом полуострова Мангышлак. Около мыса находится старый маяк.